# Arhitektura u 1532.
◄◄ | ◄ | 1529. | 1530. | 1531. | 1532.  | 1533. | 1534. | 1535. | ► | ►►
Arhitektura • Astronomija • Glazba • Kazalište • Kiparstvo • Knjige • Književnost • Kršćanstvo • Medicina • Politika • Pravo • Promet • Slikarstvo • Znanost
Arhitektura u 1532.

## Svijet

### Zgrade i druge građevine
- Dovršena Velika kanska džamija na Krimu

## Vanjske poveznice
|  | Zajednički poslužitelj ima još gradiva o temi Arhitektura u 1530-im |